# Charles de La Bédoyère
Charles Angélique François Huchet hrabě de La Bédoyère (17. dubna 1786 Paříž – 19. srpna 1815 Paříž) byl francouzský generál v době prvního císařství.

## Biografie
V roce 1806 vstoupil do armády a účastnil se všech tažení 1806 až 1812 jako pobočník maršála Lannese a po jeho smrti maršála Murata. V roce 1813 se stal velitelem 112. pěšího pluku, v jehož čele bojoval u Budyšína (20. a 21. května 1813) a u Goldbergu. Během Restaurace se podřídil Bourbonům. Při Napoleonově návratu z Elby velel 7. pěšímu pluku v Grenoblu. Odvedl celý pluk vstříc Napoleonovi do Vizille, kde mu 8. března 1815 vzdal hold a vrátil se s Napoleonem do Grenoblu. Za to obdržel hodnost maréchal de camp (cca generálmajor). Brzy poté se stal generálporučíkem , hrabětem císařství a pairem Francie. Po bitvě u Waterloo spěchal do Paříže, kde na zasedání komory pairů 22. června 1815 s mimořádnou naléhavostí pronesl patetickou řeč proti Bourbonům. Po kapitulaci Paříže odešel s armádou za Loiru. Při přípravě k vycestování do Ameriky byl 3. července 1815 zatčen, 14. srpna válečným soudem odsouzen k trestu smrti a 19. srpna 1815 zastřelen. Jeho tělo bylo 22. srpna 1815 pohřbeno na hřbitově Père Lachaise, kde spočívá dodnes. La Bedoyere patří k martyrům napoleonské legendy. Jeho jméno je často zmiňováno v Marbotových pamětech, neboť byli kolegové ve štábu maršála Lannese.